# Honte de prendre l'avion
Flygskam

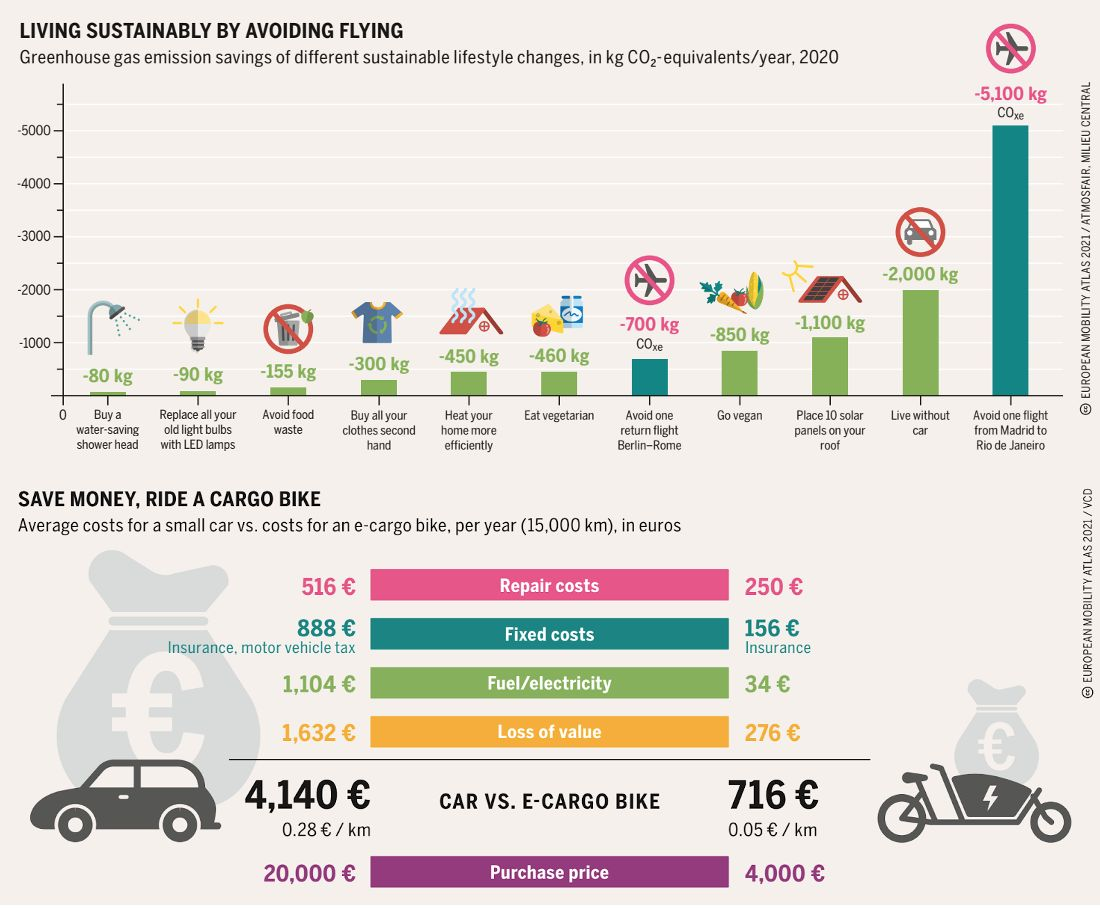
Économies d'émissions de gaz à effet de serre associées à différents changements de mode de vie (en kg équivalent par an). La voiture et l'avion sont les modes de transport qui ont l'empreinte carbone par voyageur la plus élevée. Renoncer à ces deux modes de transport, permet de réaliser d'importantes économies d'émissions de gaz à effet de serre.

La honte de prendre l'avion (en suédois : flygskam, en anglais : flight shame, parfois francisé en avihonte) est la honte ou le sentiment de culpabilité que ressent une personne informée ou sensibilisée à la protection de l'environnement de se déplacer en avion, un mode de transport connu pour son impact climatique croissant, contribuant donc à aggraver et accélérer le réchauffement. Un concept proche, smygflyga (« voler à la dérobée »), désigne des gens qui voleraient secrètement, en espérant que personne ne les remarquera.

## Impact climatique du transport aérien
Le secteur de l'aviation était au début du XXIe siècle responsable d'environ 2 % des émissions mondiales de CO2 — mais, selon certaines sources et études, l'impact sur le réchauffement climatique peut être estimé à 5 % si l’on prend en compte l’ensemble des gaz à effet de serre (GES) émis par celui-ci — alors que le trafic aérien est en forte croissance, : 5 milliards de passagers ont pris l'avion en 2025, contre 2.5 milliards en l'an 2000. Selon Le Monde, les progrès technologiques attendus dans le secteur aérien « ne suffiront pas à absorber l’explosion de ses émissions de gaz à effet de serre ».
La contribution du transport aérien aux émissions de GES empire régulièrement. Les émissions par passager ont diminué de 2000 à 2020 grâce à des avions plus économes, mais par effet rebond, le nombre de passagers tend à fortement croître. Selon un rapport de la commission européenne datant de 2016, les émissions mondiales de l'aviation devraient être d'environ 70 % plus élevées en 2020 qu'en 2005[source insuffisante] ; à ce rythme et dans un scénario ou les autres sources n'augmentent pas, l'avion serait responsable de 22 % des émissions anthropiques en 2050, ce qui viole de l'accord de Paris qui devrait permettre de ne pas dépasser +1,5 °C en 2100.
Pour atteindre l'objectif de l'accord de Paris, selon le rapport 2018 du GIEC, chaque Terrien doit émettre annuellement moins de 3–4 tonnes de CO2 d'ici 2030 et moins d'1 tonne en 2050. Or, par exemple, lors d'un aller-retour Bruxelles-New York en avion, chaque passager est responsable de l'émission d'environ 1,9 tonne de CO2.

## Contexte
Ce mouvement est apparu en Suède peu après l'accord de Paris sur le climat, dans un pays qui ne compte que 2 % de climatosceptiques, alors que Greta Thunberg, attirait l'attention sur l'insuffisance des actions en faveur du climat, et alors que la Suède subissait des records de température, de baisse de nappe et des incendies de forêt sur de vastes territoires.

## Description du phénomène

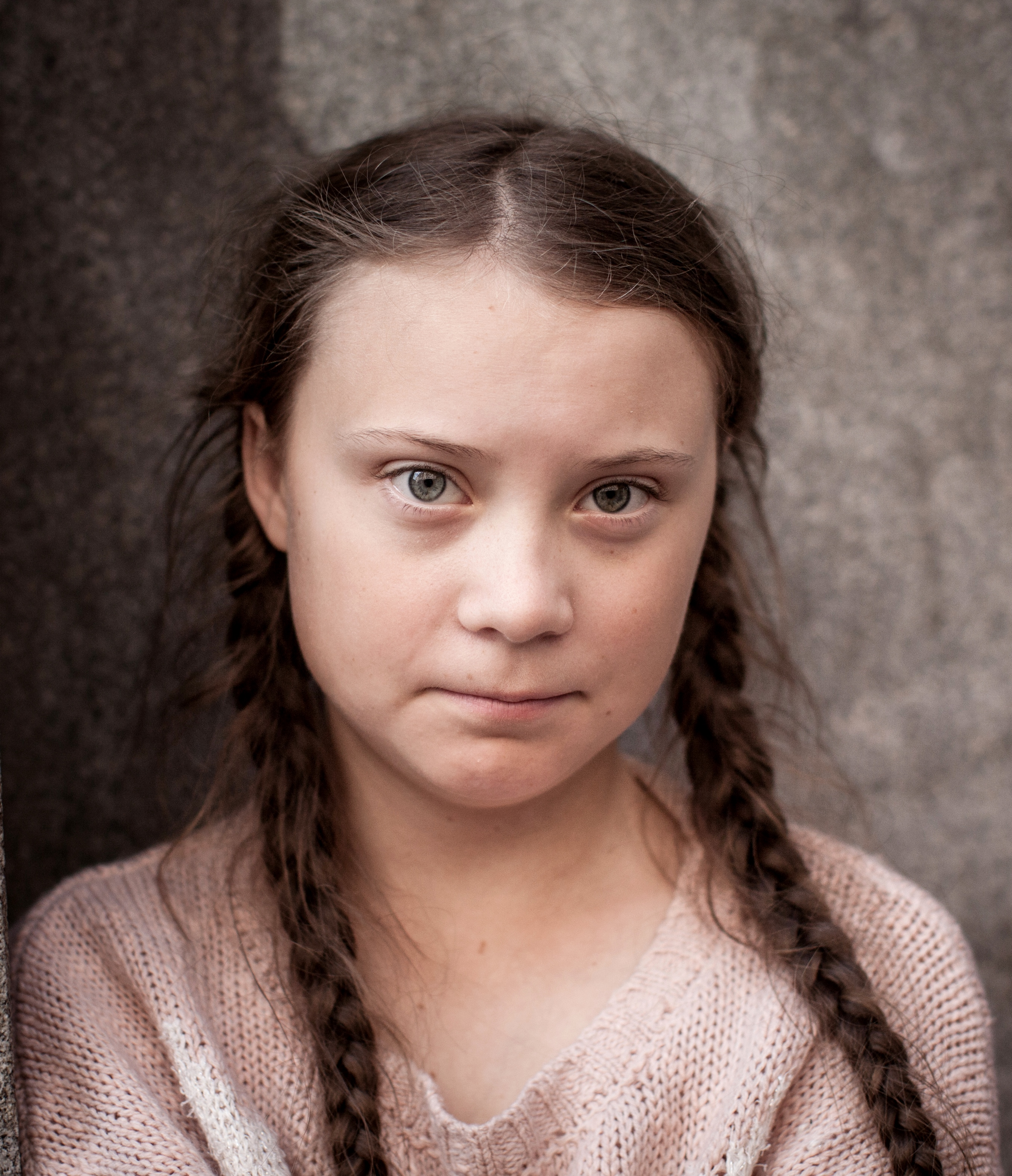
Greta Thunberg (ici en 2018) a décidé en mars 2016 de ne jamais prendre l'avion.

Ce sentiment est nommé pour la première fois en Suède en 2018 avec le terme flygskam dans la foulée des grèves scolaires pour le climat initiées par Greta Thunberg. Le choix fait en 2016 par Greta Thunberg de voyager dans le monde sans avion fait des émules. En janvier 2019, elle rejoint le Forum économique mondial (Davos en Suisse) en 32 heures de train, avant de dénoncer les 1 500 jets privés ou hélicoptères des dirigeants venus évoquer le réchauffement climatique. En 2016, Magdalena Heuwieser lance un manifeste et un réseau international « Stay grounded » et a publié un livre « En finir avec l’avion roi ». Deux autres Suédoises, Maja Rosen et Lotta Hammar, lancent une campagne de boycott baptisée « We stay on the ground 2019 » (« Nous restons au sol en 2019 »), suivie par 15 000 de leurs compatriotes. Le quotidien danois de gauche Politiken annonce en 2019 que ses journalistes ne prendront plus de vols intérieurs, et que ses pages Voyage donneront désormais la priorité aux pays nordiques.
En 2019 le phénomène est surtout présent en Europe du Nord-ouest,. Il serait généralement le fait de personnes présentant des revenus moyens à supérieurs, lesquelles sont en mesure de se payer des voyages en avion et en même temps plus susceptibles de proclamer vouloir préserver la planète, ainsi confrontés à une dissonance cognitive.

## Motivations: honte ou éthique et prise de conscience?
Pour la psychologue Frida Hylander qui étudie les ressorts psychologiques de l'action pour le climat, si le sentiment de honte peut expliquer le phénomène, il ne faut pas en surestimer la portée ; les refus observés de prendre l'avion pourraient en réalité traduire une prise de conscience des problèmes climatiques, renforcée par la taxation en vigueur en Suède qui a renchéri les billets d'avion. Ce point de vue est conforté par un sondage réalisé en Suède en 2019 auprès de personnes ayant fortement réduit ou complètement arrêté leurs voyages en avion, qui indiquent comme raisons principales de leur changement de comportement une meilleure connaissance du problème et une prise de conscience de l'urgence climatique.
Pour Kirsten Sophie Hasberg (Université d'Aalborg, Danemark) « sur la base de l'hypothèse d'une responsabilité climatique individuelle (par opposition à l'apathie climatique), de la reconnaissance de l'acuité de la crise climatique en cours (par opposition au déni du changement climatique anthropique), ainsi que d'une prise de conscience de la nécessité d'un changement de comportement (par opposition à une croyance dans les « correctifs » technologiques/commerciaux) ; en tant que tel, le terme est vraiment interdisciplinaire, enchevêtrant la question des systèmes de croyances et de la moralité des sciences humaines avec la climatologie et l'économie ». Toujours selon K.S Hasberg, la motivation du phénomène est exacerbée par l'intensité et le moment des émissions induites (aujourd'hui[Quand ?], alors que le point de non retour du basculement climatique semble très proche). Selon elle, par rapport à d'autres possibilités de choix individuels respectueux du climat (ex. : régime végan ou végétarien, choix du vélo plutôt que de véhicules à moteur, approches tendant vers le zéro déchet…), dans la mesure où d'autres choix (électricité dite renouvelable, systèmes écologique de chauffage/climatisation et de transport terrestre) sont souvent hors de portée des individus, refuser de prendre l'avion serait en réalité symbolique et l'une des rares causes importante du dérèglement climatique que les individus peuvent contrôler. Ce changement de comportement n'est pas induit par une régulation économiques (de type écotaxe) ; il s'agit d'une « correction culturelle d'une défaillance du marché ; internalisant véritablement les coûts externes de l'aviation ».
Une étude universitaire récente (2019) soutenue par le European Liberal Forum (en) (ELF, cofondé par le parlement européen) montre que la raison la plus souvent invoquée en Suède pour expliquer ce nouveau comportement est une meilleure connaissance des enjeux climatiques et une perspicacité basée sur cette connaissance, mais aussi la conscience de l’urgence climatique, laquelle provient d'une expérience personnelle du changement climatique, et est souvent liée à des sentiments forts et à la peur d'une dégradation du climat planétaire. L'importance de la conscience et la volonté d'être cohérent sont aussi souvent mentionnées. Le souci de justice concerne les autres, y compris les générations futures. Cette étude fait partie d'un projet de recherche plus vaste visant à « comprendre pourquoi les gens ne vivent pas conformément à leurs connaissances de la crise climatique ».
Selon deux universitaires anglais (SA Cohen & J Kantenbacher 2020) ayant étudié les « co-avantages » ou « co-bénéfices » pour la santé qu'apporterait le fait de moins voler : la littérature disponible sur les dommages individuels physiologiques et psychosociaux des vols fréquents laisse penser que « voler moins engendrerait une gamme beaucoup plus large d'avantages pour la santé individuelle que pour l'environnement et les avantages pour la santé apparaitraient probablement plus importants pour les voyageurs fréquents que les avantages environnementaux ». Selon les auteurs, ceci « ajoutera de l'importance et de l'urgence à la nécessité de faire des efforts pour réduire l'aéromobilité non durable » (tourisme durable…).

## Impact sur les trafics aérien et ferroviaire

### Tendance générale
Dans la seconde décennie du XXIe siècle, à la suite de la Suède, un mouvement similaire se développe par exemple en Finlande (dénommé lentohapea), aux Pays-Bas (vliegschaamte), en Allemagne (Flugscham) et en France, (parfois dénommé avihonte)

### En Europe
En Europe, le nombre de passagers n'a pas diminué, mais sa croissance a fléchi au premier semestre 2019, tombant à 4,3 %, contre 6,7 % un an plus tôt. Sur le continent, certaines entreprises offrent des jours de congé supplémentaires aux employés qui choisissent d’emprunter des modes de transport moins polluants que l’avion pour partir en vacances.

### En Suède
La honte de prendre l'avion a été évoquée comme une cause de la baisse du trafic aérien en Suède et de la recrudescence du trafic ferroviaire.
Au premier trimestre de 2019, le trafic aérien suédois a chuté de 4,5 %, avec presque 400 000 passagers de moins. Le nombre de passagers passant par les aéroports suédois est en recul de 2,5 % sur le troisième trimestre 2019, par rapport à la même période en 2018. La baisse est générale mais concentrée sur les vols intérieurs (recul de 8,9 %). Romaric Godin, journaliste à Mediapart, en conclut que « la désaffection pour l’aérien est donc d’ampleur ».
Le train gagne des passagers : la compagnie nationale Statens Järnvägar (SJ) enregistre en 2018 un record du nombre de passagers transportés à 38 millions, soit 10 millions de plus qu’en 2016, et une progression du nombre de passagers de +15 % lors du troisième trimestre de 2019, par rapport au même trimestre de 2018. Selon Carl-Johan Linde, porte-parole de SJ, cette évolution s'explique à la fois par la honte de prendre l'avion et le fait que « de plus en plus de Suédois voient de plus en plus leur temps à bord des trains comme des temps de qualité pour travailler, étudier ou passer du temps avec des amis et de la famille ». Mediapart évoque également l'arrivée du marché du trafic aérien « à un certain niveau de maturité » après une forte croissance, ainsi que le ralentissement de la croissance économique suédoise.
En 2021, l'aéroport de Stockholm-Bromma, le troisième du pays avec 2,4 millions de passagers par an va fermer sur fond de crise sanitaire et de honte de prendre l'avion.

### En Belgique
En Belgique, un sondage indique qu'en 2019, 28 % des personnes interrogées ont adapté leur comportement en matière de voyage en avion par préoccupation pour le réchauffement climatique et 10 % affirment ne plus du tout prendre l’avion.

### En France
Pour 35 % des Français interrogés par l’Agence de l'environnement et de la maîtrise de l'énergie (ADEME) en 2018, « ne plus prendre l’avion pour les loisirs » est un objectif dont ils se sentent « incapables » ou qui serait « difficile ». La filiale Lyria de la SNCF et des CFF annonce pour décembre 2019 une hausse de 30 % de l'offre de sièges entre Paris et Genève pour asseoir la part dominante du rail sur cette destination. Parallèlement, la SNCF relève une hausse de la part modale du rail sur plusieurs destinations dépassant les trois heures sur lesquelles l'avion dominait traditionnellement.

## Réactions politiques
Depuis 1992 (Sommet de la Terre à Rio) des projets d'écotaxe ou de taxe carbone incluses dans le prix du billet d'avion sont régulièrement évoquées ou proposées,, destinées à réparer ou atténuer les impacts (internalisation des coûts externes) de l'aviation, mais sans réelle mise en œuvre à ce jour puisqu'au contraire le kérosène présente l'exception d'être le carburant le plus détaxé au monde depuis la Convention de Chicago de 1944.

## Réactions du secteur aéronautique
L'ampleur croissante de ce mouvement chez les jeunes inquiète les compagnies aériennes. Le président de l'Association du transport aérien international, Alexandre de Juniac, évoque en mai 2019 « une grande menace qui va se propager », déplore la méconnaissance des mesures et engagements pris par les compagnies et annonce le lancement d'une importante campagne de communication pour la combattre,. Cependant, à ce jour, aucune des mesures annoncées ou prises par le secteur aérien n'a permis de réduire significativement son impact climatique,,.